# Arthur Schnitzler
Arthur Schnitzler (Viena, 15 de mayo de 1862-Viena, 21 de octubre de 1931) fue un narrador y dramaturgo austríaco. Médico de profesión, en sus obras mostró gran interés por el erotismo, la muerte, la psicología y la crisis social de entresiglos en un centro cultural como Viena. Fue muy admirado por Sigmund Freud, que le llevaba seis años y veía en él una especie de «doble» literario y con quien se carteó en la última etapa de su vida. En su afán por profundizar en la complejidad psicológica de sus personajes, fue uno de los primeros autores de lengua alemana en hacer uso de la técnica del monólogo interior, en obras como El teniente Gustl (1900) o La señorita Else (1924).
Muchas de sus obras han sido adaptadas al cine y la televisión, entre otros, por directores tan conocidos como Max Ophüls (Liebelei, La ronde) o Stanley Kubrick (Eyes Wide Shut).
Es abuelo del conocido ecologista austríaco Michael Schnitzler.

## Biografía

### Orígenes familiares. Juventud en Viena

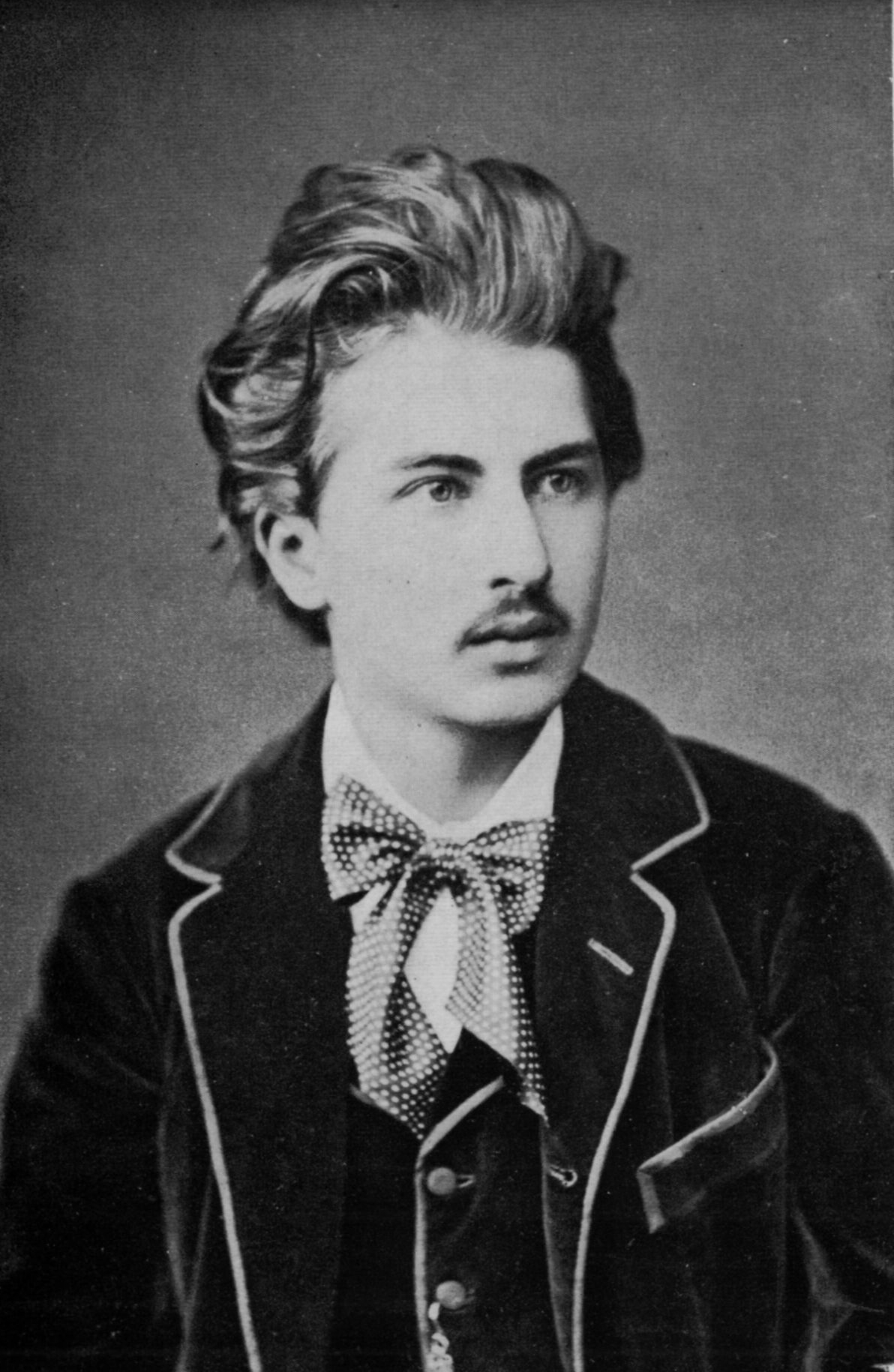
Arthur Schnitzler en 1878.

Arthur Schnitzler nació en una acomodada familia de la burguesía judía de Viena, que tenía, sin embargo, orígenes humildes. Su abuelo paterno era un artesano judío húngaro que había cambiado su apellido, Zimmermann ("carpintero") por el de Schnitzler ("tallista"). El hijo de este, y padre del dramaturgo, Johann Schnitzler (1835-1893), fue enviado a estudiar a Viena, donde se convirtió en un eminente laringólogo, e hizo una brillante carrera como profesor universitario y, desde 1880, como director de la Policlínica General de Viena. La madre del escritor, Louise Markbreiter (1840-1911), era asimismo hija de un célebre médico vienés, y profesaba también la religión judía.
A diferencia de otros intelectuales vieneses contemporáneos de origen judío, como Karl Kraus u Otto Weininger, Schnitzler no abandonaría nunca la religión judía, a pesar de que ello le hubiese facilitado el éxito profesional, que alcanzó, sin embargo, por sus propios méritos. De todos modos, si bien no abandonó nunca formalmente la religión de sus padres, Schnitzler fue escéptico en materia religiosa, como queda patente a lo largo de su obra autobiográfica, Juventud en Viena.
Recibió en su infancia una esmerada educación. Entre 1871 y 1879 fue alumno del Akademisches Gymnasium, prestigioso centro educativo en el que, antes y después, estudiaron también otras personalidades eminentes de la Viena literaria como Hugo von Hofmannsthal, Peter Altenberg, Richard Beer-Hofmann y Franz Grillparzer, con los que mantuvo su amistad. Completados los estudios secundarios, inició en 1879 los cursos de la Facultad de Medicina de la Universidad de Viena. La medicina era una tradición familiar: además de su padre y su abuelo materno, fueron también médicos su hermano Julius (1865-1939) y su cuñado Marcus Hajek, esposo de su hermana Gisela (1867-1953).
Sobre la relación de Schnitzler con su padre se encuentran sabrosas anécdotas en su autobiografía, Juventud en Viena, que narra su vida hasta el año 1889. Cuando el futuro autor tenía dieciséis años, su padre descubrió su interés por las mujeres, y le hizo hojear durante horas libros de medicina en los que se detallaban los devastadores efectos de la sífilis. Esto no impidió que Schnitzler llevase en su juventud una agitada vida sentimental. Dos de sus amantes, Olga Waissnix y Marie Reinhard, fallecieron jóvenes, lo que dejó sin duda huella en su obra, en la que la muerte constituye una auténtica obsesión.
En 1882 Schnitzler realizó el servicio militar como voluntario en las milicias universitarias, y al año siguiente se licenció como oficial de la reserva, grado que mantendría hasta que lo perdiera en 1900 tras el escándalo suscitado por la publicación de El teniente Gustl.

### Carrera como médico
Schnitzler se doctoró en Medicina el 30 de mayo de 1885, y empezó a ejercer la profesión ese mismo año, como médico asistente en el Hospital General y en la Policlínica, de la que era director su padre. Desde noviembre de 1886 fue ayudante del psiquiatra Theodor Meynert, uno de los maestros de Sigmund Freud, e investigó  acerca de las posibilidades de la sugestión y la hipnosis para curar la afonía. Emprendió viajes de estudios a Berlín y a Londres (en 1888). En 1893, poco después de la muerte de su padre, Schnitzler abandonó la Policlínica y abrió una consulta privada.

### Joven Viena
Schnitzler se inició como escritor ya en su época de estudiante de Medicina. En noviembre de 1880 publicó dos breves textos en la revista muniquesa Der Freie Landesbote, titulados respectivamente «Liebeslied der Ballerine» («Canto de amor de una bailarina») y «Über den Patriotismus» («Sobre el patriotismo», ensayo). Al tiempo que desarrollaba su carrera como médico, continuó publicando en revistas como Deutschen Wochenschrift y An der schönen blauen Donau (en esta última aparece, en 1890, el poema dramático «Alkandis Lied»).

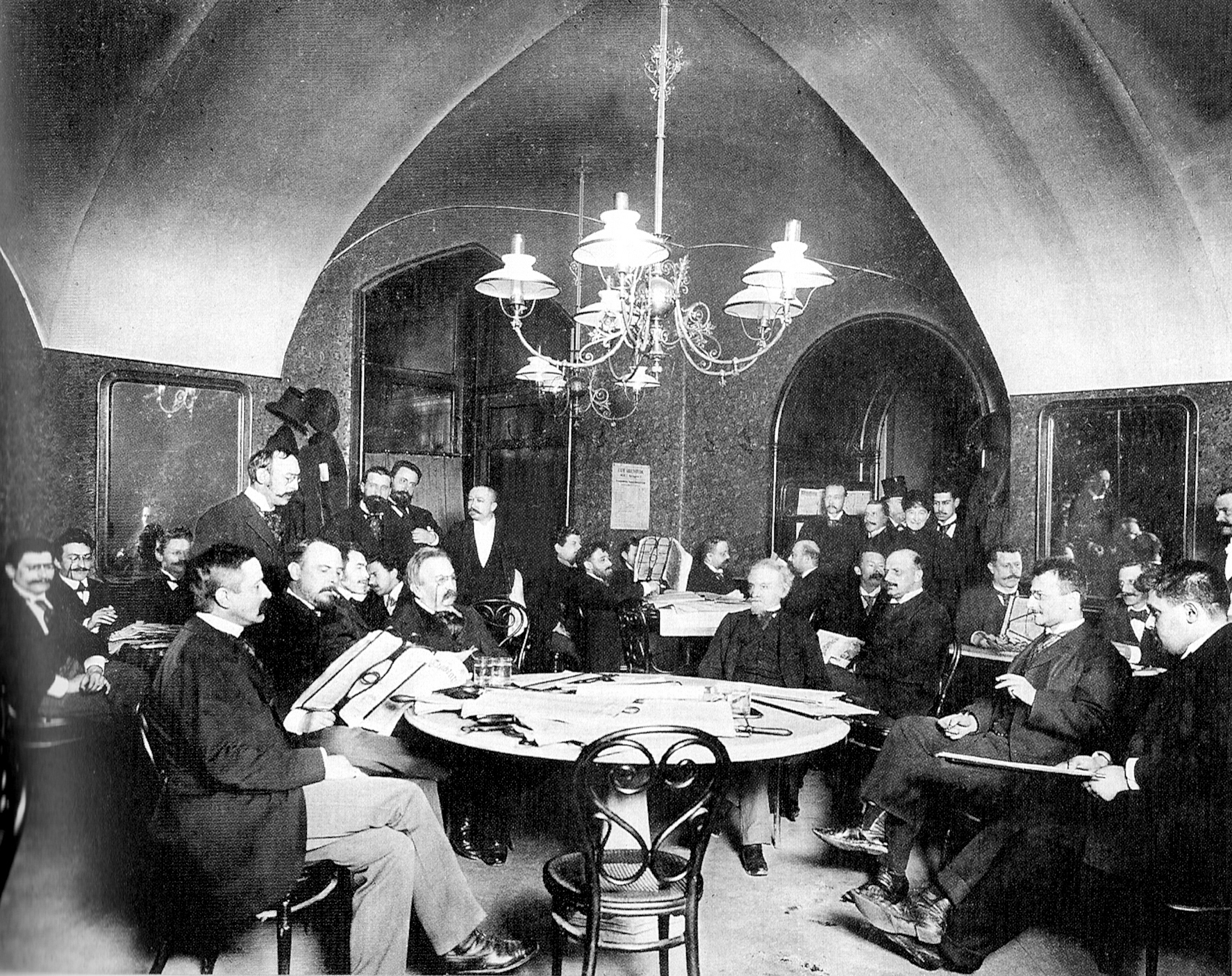
El antiguo Café Griensteidl, punto de reunión de los miembros del grupo Joven Viena, al que perteneció Schnitzler, en una fotografía de la época.

 En 1890 formó con varios amigos, entre los que estaban Hugo von Hofmannsthal, Felix Salten, Richard Beer-Hofmann y Hermann Bahr, un círculo literario que se reunía en el Café Griensteidl, que más tarde se conocería con el nombre de Jung Wien (Joven Viena). Por entonces comienza su carrera como dramaturgo, componiendo un ciclo de obras en un solo acto (Einakter) en torno a un personaje literario que es una especie de alter ego del autor, Anatol. Estas obras fueron publicándose por entregas entre 1889 y 1892. Una de ellas, Das Abenteuer seines Lebens (La aventura de la vida) se convirtió la primera obra teatral estrenada por Schnitzler cuando en mayo de 1891 fue representada en el teatro vienés de Josefstadt. En 1892 se publicó la edición completa de esta serie de escenas, prologada por un tal Loris, seudónimo que encubría en realidad la identidad de Hugo von Hofmannsthal.
Schnitzler no se dedicaba, sin embargo, exclusivamente al teatro. Ese mismo año apareció en una revista el relato breve «El hijo», germen de su posterior novela Teresa: crónica de la vida de una mujer (1928). En una novela corta algo posterior, Morir (Sterben, 1894), se examinan las transformaciones que sufre una relación matrimonial cuando el marido descubre que está mortalmente enfermo. En relatos como El viudo, publicado el mismo año, continúa trabajando en los temas de la muerte y el erotismo.

### Éxitos y escándalos
Schnitzler fue labrándose durante la década de 1890 una importante reputación como autor teatral, que trascendió las fronteras del Imperio austrohúngaro. Al mismo tiempo, sin embargo, sus obras, que desvelaban las debilidades morales de la sociedad austríaca de su tiempo, fueron haciéndose incómodas para el poder constituido, lo cual le ocasionaría no pocos problemas. Su obra Liebelei (Amoríos), tuvo un gran éxito, y se estrenó no solo en el principal teatro de la capital austríaca, el Burgtheater (en octubre de 1895), sino también, al año siguiente, en Berlín, en el Deutschen Theater, dirigido por Otto Brahm, corresponsal y admirador de Schnitzler. La obra fue un gran éxito. En 1910 se estrenaría, en Fráncfort,  una ópera con el texto de la obra y música de Franz Neumann, siendo llevada al cine en dos ocasiones en vida del autor, en 1914 y 1927.
Liebelei resultaba, sin embargo, escandalosa para la moralidad de la época, ya que ponía en escena a un adúltero cadete burgués que se aprovechaba despiadadamente de una joven de clase media. En Liebelei están presentes los dos tipos de mujer característicos de la obra de Schnitzler: la süsse Mädel («muchacha ingenua», según prefiere traducir la expresión Miguel Ángel Vega, aunque la traducción literal sería "muchacha dulce"); y la mondäne Frau ("mujer mundana", expresión semejante a la francesa femme fatale).
Una de las novelas breves de Schnitzler, El teniente Gustl (1900), que pasa por ser la primera en lengua alemana en la que se emplea el monólogo interior, fue considerada un ataque al ejército, ya que en ella se ridiculizaba implícitamente el sentido militar del honor (el teniente protagonista de la obra piensa seriamente en suicidarse por haber sido insultado por un panadero), y se ponía de manifiesto el antisemitismo reinante entre los oficiales del ejército imperial. Schnitzler, que tenía el grado de oficial médico en la reserva, fue expulsado del ejército en represalia por la publicación de esta obra.
De todas sus obras, sin embargo, la que provocaría una mayor controversia, sería La ronda, ciclo de diez piezas dramáticas de un solo acto, cada una de las cuales está protagonizada por una pareja de amantes, de tal forma que uno de los integrantes de la pareja se repite en dos escenas sucesivas, en una especie de «danza» de los emparejamientos sexuales. Los amantes, que se caracterizan por pertenecer a diferentes clases sociales y recorrer todo el espectro social siguiendo una línea cerrada, ponen de manifiesto la similitud de las mentiras asociadas a análogas traiciones que transciende las barreras y convenciones de la sociedad burguesa, al mismo tiempo que muestran un exacerbado egoísmo y cinismo que retrata sin restricciones la supremacía del instinto sexual y la arbitrariedad de las convenciones sociales frente a la naturaleza del hombre. La ronda se publicó primero en 1900 en una edición no venal limitada a 200 ejemplares, que el autor distribuyó entre sus amigos. La primera edición comercial, realizada en Alemania en 1903, llegó a vender más de 40 000 ejemplares. Al año siguiente, sin embargo, la obra fue retirada de la circulación en Leipzig, y luego en Berlín. Los intentos posteriores de llevarla a los escenarios fueron polémicos y, en ocasiones, prohibidos por la policía, tanto en Austria como en Alemania. En Berlín, la obra se estrenó el 23 de diciembre de 1920, pero fue prohibida por orden gubernativa al día siguiente de su estreno, aunque la prohibición se levantó poco después, tras un juicio; en Viena se estrenó en febrero en la sala de cámara del Volkstheater ("Teatro Popular"), y la representación fue interrumpida por grupos extremistas de ideología antisemita, con el resultado de nuevo de la prohibición de la obra por cuestiones de orden público. El «caso Reigen» (por el título original de la obra, en alemán) dividió a la intelectualidad de lengua alemana, y fueron muchos los autores de renombre que tomaron partido, a favor o en contra de su representación.
Para criticar a la sociedad vienesa de su tiempo, Schnitzler situó a veces sus obras dramáticas en épocas distantes en el tiempo, pero en las que encontraba ciertas similitudes con la suya. Es el caso de títulos como Paracelsus, inspirada en la vida del célebre Paracelso, o de La cacatúa verde, ambientada en Francia durante la Revolución.
Por otro lado, destaca especialmente la larga y matizada novela de Schnitzler El camino a cielo abierto, de 1908; allí muestra sobre un trasfondo amoroso a un grupo de escritores y artistas —vieneses o residentes en Viena—, de origen judío mayoritariamente, que se sienten en una situación parcial y provisional en el seno de un mundo desestructurado y lleno de amenazas antisemitas.
En 1903, el autor contrajo matrimonio con la actriz Olga Gussmann, con la que había tenido un hijo, Heinrich, el año anterior. En 1909 nació la segunda hija del matrimonio, Lili.

### Reconocimiento internacional
Entre tanto, la reputación de Schnitzler no había hecho más que aumentar. Dejando aparte el caso antes citado de La ronda, sus piezas teatrales se estrenaron en los principales teatros austríacos y alemanes cosechando importantes éxitos. En 1899 había ya obtenido el primer reconocimiento internacional de alcance, cuando obtuvo el Premio Bauernfeld, al que seguirían otros muchos, como el Grillparzer, el Raimund y el Volktheaterspreis (1920). En 1903 se publicó el primer estudio crítico sobre su obra. En 1912, coincidiendo con el quincuagésimo aniversario del autor, se publicaron sus obras completas.
Durante la Primera Guerra Mundial se abstuvo de pronunciarse ni a favor ni en contra de la guerra, pero publicó un ensayo pacifista, Über Krieg und Frieden.
En sus últimos años fue espaciando sus publicaciones, aunque dio la imprenta algunas de sus obras más valoradas hoy por la crítica. Esta etapa estuvo marcada por problemas personales: en 1921, el divorcio de su esposa, Olga Gussmann; y, sobre todo, en 1928, el suicidio de su hija Lili, quien había contraído matrimonio con un oficial fascista italiano, Arnoldo Cappellini.
De esta época datan también sus contactos con Sigmund Freud. En una carta de Freud a Schnitzler, el creador del psicoanálisis le manifiesta su admiración por su obra literaria. Se vieron, sin embargo, en pocas ocasiones, y no llegaron a mantener una verdadera amistad. En realidad, Freud apreciaba más la obra de Schnitzler que lo que ocurría a la inversa: para Schnitzler la teoría freudiana de las pulsiones o el complejo de Edipo eran teorías rígidas, basadas en casos particulares y no generalizables. Pero sobre todo, no le agradaba la afición de los psicoanalistas vieneses a interpretar motivaciones inconscientes para la creación de sus personajes de ficción. Prefería ser juzgado con criterios estrictamente literarios.
A la última etapa de Schnitzler pertenecen obras como las novelas cortas El regreso de Casanova (1919), en la que se presenta a un Casanova otoñal;  La señorita Else (1924), en la que emplea la misma técnica de monólogo interior de la que había sido pionero con El teniente Gustl; Relato soñado (1926); y Apuesta al amanecer (1926), en que vuelve a tratar el tema del honor militar.
El autor vienés se interesó también por el cine, y llegó a escribir los guiones de varias películas inspiradas en sus obras. Ya en 1914 se había llevado al cine su célebre obra Liebelei (que luego rehízo con brillantez Ophüls). Entre las últimas se encuentran Señorita Else (1929), sobre el relato homónimo y protagonizada por Elizabeth Bergner; y Daybreak (1931), inspirada en Apuesta al amanecer, producción de la Metro Goldwyn-Mayer que fue dirigida por Jacques Feyder.
Arthur Schnitzler falleció en su domicilio vienés de la Sternwarterstrasse el 21 de octubre de 1931 (tenía 69 años) a causa de un derrame cerebral.

## Obras
Schnitzler escribió numerosas obras literarias, entre ellas 48 obras dramáticas, 58 relatos de variable extensión (cuentos, novelas cortas y novelas), tres ensayos, un libro de aforismos y otro de recuerdos autobiográficos, Juventud en Viena. Se reseñan las obras más significativas, teniendo especialmente en cuenta aquellas que han sido traducidas al español. Las fechas que se dan se refieren a los años de escritura de las obras y no de publicación, y se ofrece el título en español cuando existen traducciones conocidas.

### Narrativa

#### Cuentos
- Er wartet auf den vazierenden Gott (1886).
- Amerika (1887).
- Mein Freund Ypsilon (1889).
- El otro (Der Andere, 1889).
- El hijo (Der Sohn, 1889).
- Reichtum (1889).
- Die drei Elixire (1890).
- Die kleine Komödie (1893).
- Blumen (1894).
- El viudo (Der Witwer, 1894).
- Ein Abschied (1895).
- Der Ehrentag (1897).
- Los muertos callan (Die Toten schweigen, 1897).
- El ciego Gerónimo y su hermano (Der blinde Geronimo und sein Bruder, 1900).
- La última carta de Andreas Thameyer (Andreas Thameyers letzter Brief, 1900).
- Die grüne Krawatte (1901).
- Exzentrik (1902).
- La extraña (Die Fremde, 1902).
- La bailarina griega (Die griechische Tänzerin, 1902).
- Obras de caridad, con discreción y de buena fe (Wohltaten, still und rein gegeben, 1902?).
- La predicción (Die Weissagung, 1902).
- El destino del barón Von Leisenbohg (Das Schicksal des Freiherrn von Leisenbohg, 1903).
- Das neue Lied (1905).
- El muerto Gabriel (Der tote Gabriel, 1905-1906).
- Geschichte eines Genies (1907).
- La muerte del soltero (Der Tod des Junggesellen, 1907).
- Das Tagebuch der Redegonda (1909).
- Der Mörder (1910).
- Die dreifache Warnung (1911).
- Die Hirtenflöte (1911).
- Doctor Graesler, médico de balneario (Doktor Gräsler, Badearzt) (1917).
- La mujer del juez (Die Frau des Richters, 1925).
- Yo (Ich, 1927).

#### Novelas
- Morir (Sterben, 1894)
- Die Frau des Weisen (1897)
- Frau Berta Garlan (1900)
- El teniente Gustl (Leutnant Gustl, 1900).
- Camino a campo abierto (Der Weg ins Freie, 1908)
- Frau Beate y su hijo (Frau Beate und ihr Sohn, 1913)
- El regreso de Casanova (Casanovas Heimfahrt, 1918)
- La señorita Else (Fräulein Else, 1924)
- Relato soñado (Traumnovelle, 1926)
- Apuesta al amanecer (Spiel im Morgengrauen, 1926/27)
- Teresa: crónica de la vida de una mujer (Therese. Chronik eines Frauenlebens, 1928)
- Huida a las tinieblas (Flucht in die Finsternis, 1931)

### Teatro
- Das Märchen (Schauspiel, 1891)
- Anatol (1893)
- Liebelei (Schauspiel, 1895)
- La ronda (obra de teatro) (Reigen. Zehn Dialoge, 1896/97). Comedia.
- Paracelsus (Schauspiel, 1898)
- La cacatúa verde (Der grüne Kakadu, 1898)
- Die Gefährtin (Drama, 1898)
- Freiwild: Schauspiel in 3 Akten (1898).
- Der Schleier der Beatrice (Drama, 1899)
- Die Frau mit dem Dolche (Drama, 1900)
- Lebendige Stunden (Drama, 1901)
- Die letzten Masken (Drama, 1901)
- Literatur (Drama, 1901)
- Der einsame Weg (Schauspiel, 1904)
- Der Ruf des Lebens (Drama, 1906)
- Komtesse Mizzi oder Der Familientag (Schauspiel, 1909)
- Der junge Medardus (Schauspiel, 1910)
- Das weite Land (Tragicomedia, 1911)
- Professor Bernhardi (Schauspiel, 1912)
- Fink und Fliederbusch (Comedia, 1916)
- Komödie der Verführung (Schauspiel, 1924)

### Autobiografía
- Juventud en Viena: una autobiografía (Jugend in Wien, 1968).

### Diarios y correspondencia
- Tagebuch 1879-1931 (10 vol., ed. 1981-2000)
- Briefe 1875-1912 (ed. 1981)
- Briefe 1913-1931 (ed. 1984)

## Recepción
Las obras de Schnitzler fueron prohibidas por los nazis en Austria y en Alemania. En 1933, en las tristemente célebres quemas de libros organizadas en Berlín por Joseph Goebbels, sus libros fueron arrojados a las llamas junto con los de otros autores judíos, entre ellos Einstein, Marx, Kafka, Freud y Stefan Zweig.
Destaca el trabajo sobre el autor de Carl Emil Schorske, en sus estudios del fin de siglo en Viena.

## Traducciones al español
Las primeras traducciones al castellano de obras de Schnitzler se llevaron a cabo en vida del autor: en 1920 aparecieron en esta lengua La flauta pastoril, Morir y Frau Berta Garlan. Luis Araquistáin tradujo al año siguiente algunas obras teatrales, en concreto Anatol y La cacatúa verde. Sólo un puñado de obras más vieron la luz en español en la década siguiente: La última aventura del caballero Casanova (traducción de Susana  Palanca aparecida en 1935). Ese mismo año se publicó un nuevo volumen de obras del autor austríaco, con Morir, La mujer del profesor y La última carta de Andreas Thamayer.
Luego, hubo un período prolongado en el que dejaron de aparecer traducciones en España, por problemas evidentes de censura, solo roto al finalizar la dictadura. El interés por Schnitzler se acrecentó, pues, en la última década del siglo XX, y sus obras se han contado con traductores destacados. Mientras tanto, en cambio, en América Latina, se publicaron varias obras suyas: la novela Teresa apareció en Buenos Aires (Losada, 1951), traducida por A. Gücksmann y E. Martín; y en México aparecieron La señorita Elsa, traducida por José Moreno Villa (Siglo XXI, 1983) y Engaños (FCE, 1985), cuentos traducidos por Juan Villoro.
Las traducciones más recientes en España, a partir de 1978 son:
- El profeta y otros relatos, Noguer, 1978. Trad. Joaquín Asuar, prefacio de Luis Izquierdo.
- El retorno de Casanova. Trad. Guillermo Fernández; introd. de Mariana Frenk-Whesteim, México, Universidad Nacional Autónoma de México, 1984. ISBN 968-837-016-9. Y El regreso de Casanova. Trad. Miguel Sáenz, Barcelona, Sirmio, 1991. ISBN 84-7769-026-X (luego, Acantilado. ISBN 978-84-96136-45-0)
- La señorita Else. Trad. Miguel Sáenz, Barcelona, Sirmio, 1991. ISBN 84-7769-038-3 (luego, Barcelona: Acantilado, 2001. ISBN 84-95359-42-1)
- Partida al amanecer. Trad. de Miguel Sáenz. Barcelona, Sirmio, 1992. ISBN 84-7769-061-8 (luego,  Apuesta al amanecer, Acantilado, 2000).
- Relato soñado. Trad. de Miguel Sáenz. Barcelona, Sirmio, 1993. ISBN 84-7769-077-4 (luego, Acantilado, 2012.  ISBN 978-84-96834-81-1
- El teniente Gustl; Frau Beate y su hijo; El padrino. Tr. Miguel Ángel Vega. Madrid, Cátedra, 1995. ISBN 84-376-1309-4
- La ronda; Anatol; Ensayos y aforismos. Ed. Miguel Ángel Vega. Madrid, Cátedra, 1996. ISBN 84-376-1481-3
- Relaciones y soledades. Edición de Joan Parra. Barcelona, Edhasa, 1998. ISBN 84-350-9135-X
- La señorita Elsa. Trad. de D. J. Vogelmann; prólogo de Guillermo de Torre. Barcelona, Océano, 1999. ISBN 84-494-1035-5.
- El destino del barón von Leisenbohg. Trad. de Berta Vias Mahou. Barcelona, Acantilado, 2003. ISBN 84-96136-33-7.
- Huida a las tinieblas. Trad. D.J. Vogelmann. Madrid, Losada, 2004.
- Juventud en Viena: una autobiografía. Ed. Therese Nick y Heinrich Schnitzler; trad. Isabel García Adánez. Barcelona, Acantilado, 2012. ISBN 978-84-96136-74-8
- Morir. Trad. de Berta Vias Mahou. Barcelona, Acantilado, 2004. ISBN 84-6136-52-3.
- El teniente Gustl. Trad. Juan Villoro. Barcelona, Acantilado, 2006. ISBN 84-96489-52-3.
- Camino a campo abierto. Trad. Paula Sánchez de Muniain. Sevilla, El Olivo Azul, 2007. ISBN 978-84-935900-3-1.
- Relatos soñados, Nórdica Libros, 2013. ISBN 978-84-15717-40-9
- La ronda, Libros de la Vorágine, 2012. ISBN 978-84-940629-0-2
- Doctor Graesler, Marbot Ediciones, 2012. ISBN 978-84-92728-36-7
- Con otros, Viena: antología de relatos, M.A.R Editor, 2012 ISBN 978-84-939322-1-3
- En busca de horizontes, Cátedra, 2009 ISBN 978-84-376-2568-3
- Correspondencia con Sigmund Freud, Rainer Maria Rilke y Arthur Schnitzler, Paidós Ibérica, 2008 ISBN 978-84-493-2673-8
- Fragmentos de guerra. Ed. Hugo R. Miranda. Trad. Paula Sánchez de Muniain. Ciudad de México, Matadero Editorial / Universidad Autónoma de Querétaro / Ministerio de Cultura de Austria / Foro Cultural de Austria en México / Universidad Autónoma Metropolitana – Iztapalapa, 2020. ISBN 978-607-9905-00-2

## Schnitzler y la literatura en español
- Alejandro Casona escribió una obra teatral, Las tres perfectas casadas, inspirada en el relato de Schnitzler La muerte del soltero.[31]

## Schnitzler y Stanley Kubrick
Según cuenta Kirk Douglas en su obra biográfica Yo soy Espartaco (Ed. Capitan Swing, 2014), durante el rodaje de la película, de la que fue protagonista y productor, eran frecuentes las discusiones y desacuerdos con el por entonces joven y casi desconocido director Stanley Kubrick. Tras un enérgico desacuerdo más, Douglas sugirió a Kubrick que le acompañara a una «consulta con su psiquiatra» (sic), a quien aquel visitaba periódicamente, quizá por su endiablado temperamento, y así lo hicieron. Durante la sesión, el psiquiatra recomendó a Kubrick la lectura de un libro de Arthur Schnitzler, Relato soñado (Traumnovelle, 1926), resaltando las facultades del autor para el retrato psicológico de los personajes y observando que quizá de ahí resultara una buena película. Cuarenta años después, basando el guion en esta obra de Schnitzler, el cineasta hizo Eyes Wide Shut, su última realización.[cita requerida]

## En la cultura popular
En la serie de televisión alemana Freud, del 2020, Arthur Schnitzler aparece como personaje que acompaña al joven Sigmund Freud en su investigación acerca de una serie de asesinatos.[cita requerida]